# Liste der Universitäten in Uruguay
Dies ist eine Liste aller Universitäten in Uruguay. Unterschieden wird in staatliche und private Hochschulen.

## Staatliche Universitäten
- Universidad de la República
- Universidad del Trabajo del Uruguay

## Private Universitäten
- Universitario Autónomo del Sur[1]
- Universidad Católica del Uruguay[2]
- Universidad ORT Uruguay[3]
- Universidad de Montevideo[4]